# Dangyang
Dangyang is een stad met bijna 500.000 inwoners in de provincie Hubei van China. Dangyang hoort bij de prefectuur Yichang.